# Conflitos fronteiriços entre a União Soviética e o Japão
As guerras de fronteira soviético-japonesas foram uma série de conflitos fronteiriços entre a União Soviética e o Império do Japão entre 1932 e 1939.
Antes da ocupação japonesa da Manchúria, a União Soviética havia entrado em conflitos com a China, na fronteira da Manchúria (Ver: conflito sino-soviético (1929)). Após a criação do Manchukuo, o Japão voltou-se aos territórios soviéticos na Sibéria que compartilhava fronteira. Os interesses militares japoneses nesses territórios soviéticos, inevitavelmente, levaram as duas potências a entrarem em confronto com frequência em várias disputas de fronteira.
Esta guerra não declarada terminou com uma vitória soviética decisiva na Batalha de Khalkhin Gol, que foi a primeira e mais grave derrota militar do Japão desde o início de seu expansionismo na Ásia. Com esta derrota, o Japão abandonou a ideia de enfrentar sozinho a União Soviética sem o apoio alemão.

## Antecedentes
A rivalidade soviético-japonesa tem suas raízes mais claras na Guerra Russo-Japonesa de 1904-1905, que resultou em uma esmagadora vitória nipônica e o início de sua hegemonia como potência na área. A consequência indireta foi que a Rússia reconheceu os "interesses econômicos, políticos e militares" japoneses na Coreia. Pouco depois, a Coreia foi obrigada a tornar-se um protetorado e, em 1910, foi finalmente anexada como território japonês. Após a Revolução Russa de 1917, o Japão e outros países intervieram na Sibéria para diminuir a expansão dos bolcheviques pelo Extremo Oriente Russo. Apesar da retirada do Reino Unido e dos Estados Unidos em 1920, os japoneses permaneceram na área por algum tempo, até que se retiraram em 1922. Os Estados Unidos e outros países viram nesta tentativa uma amostra do expansionismo japonês na área, o que, em parte, pressionou para que se efetuasse a retirada japonesa. Os soviéticos reafirmaram o controle da área, sendo com este antecedente que marcaria as relações entre a União Soviética e o Império Japonês.
Em 1929, um pequeno conflito entre tropas chinesas e soviéticas pela administração da Ferrovia Trans-Manchuriana ocorreu, embora a superioridade soviética findou com as disputas e restaurou o status quo entre ambos.
O Incidente de Mukden de 1931 serviu como um pretexto para que os militaristas japoneses executassem a  invasão da Manchúria, que  seria concluída no ano seguinte e levaria à fundação do Estado fantoche japonês de Manchukuo. Desde a formação do novo Estado, a expansão japonesa no norte da China marcou a sua política para o país. O Incidente da Ponte de Marco Polo em 1937, voltou a elevar a tensão na região até conduzir a uma guerra entre o Japão e a China. A União Soviética observou com preocupação todos estes acontecimentos e assinou um pacto de não-agressão com os chineses, além de fornecer ajuda militar e econômica. Os japoneses continuariam a avançar em direção ao norte da China, ocupando grandes cidades como Pequim, Xangai e Nanjing.

## Os primeiros incidentes

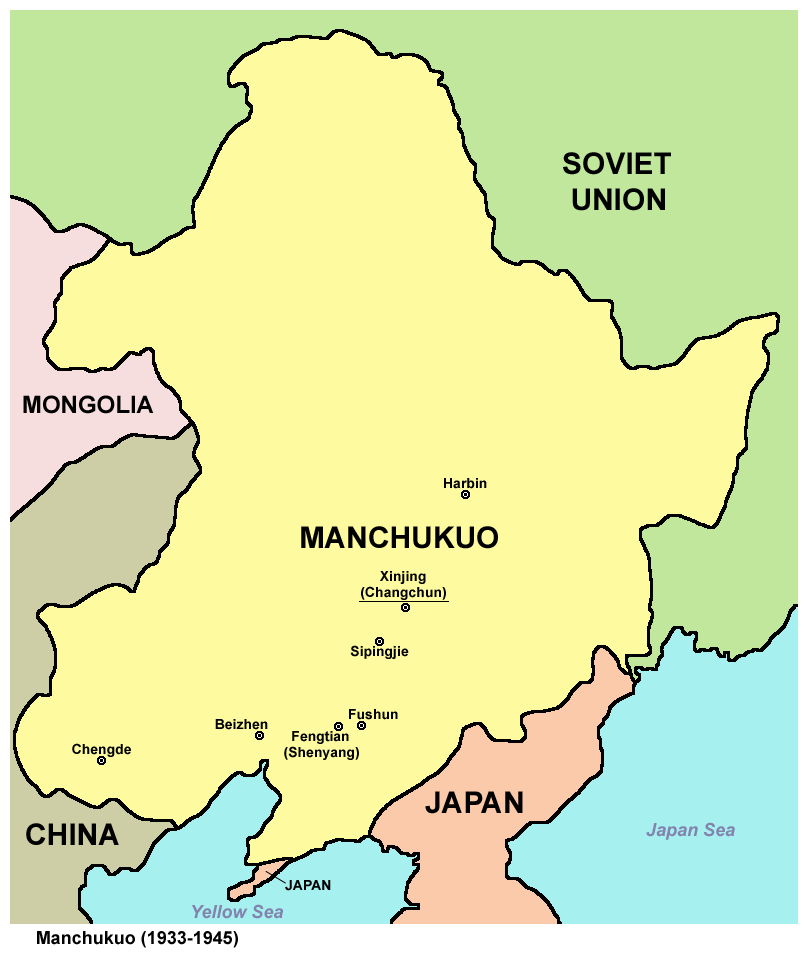
Mapa de Manchukuo e as fronteiras que foram motivo de numerosos conflitos.

O Exército Imperial Japonês registrou pelo menos 152 pequenos incidentes na fronteira da Manchúria entre 1932 e 1934. O número de incidentes aumentaria para mais de 150 por ano em 1935 e 1936, e após esta data a escala dos incidentes tornaram-se maiores.
Em janeiro de 1935, se produziu o primeiro confronto sério com o Incidente de Halhamiao (哈爾哈廟事件, , Haruhabyō jiken), que ocorreu na fronteira entre a Mongólia e Manchukuo. Vários esquadrões da cavalaria mongol mantiveram confrontos com uma unidade de patrulha do Exército de Manchukuo próximo do templo budista de Halhamiao. As tropas de Manchukuo tiveram várias baixas, incluindo um conselheiro militar japonês. Entre dezembro de 1935 e março de 1936, ocorreram o Incidente de Orahodoga (オラホドガ事件, Orahodoga jiken) e o Incidente de Tauran (タウラン事件, , Tauran jiken). Durante esses encontros, tanto os japoneses como os mongóis usaram um pequeno número de veículos blindados e aeronaves. Neste estado de coisas, em 1936, a União Soviética e a Mongólia assinaram um tratado de assistência mútua, que exigia que cada parte viesse em auxílio da outra, caso fossem atacadas.
Em junho de 1937, um novo conflito ocorreu, o Incidente da Ilha de Kanchazu (乾岔子島事件, , Kanchazutou jiken) , no rio Amur na fronteira soviética-manchuriana. Três canhoneiras soviéticas cruzaram a linha central do rio e ocuparam a ilha. A artilharia da 1ª. Divisão do Exército Imperial Japonês, unidade responsável por monitorar a fronteira nesta seção, afundou uma das canhoneiras soviéticas e danificou outra. O Ministério das Relações Exteriores do Japão protestou por esta ação e os soldados soviéticos abandonaram a ilha.
A União Soviética, temendo os planos de expansão japonesa sobre o seu território, havia fortalecido a sua posição na região desde o início de 1934: foi construída a segunda faixa da ferrovia Transiberiana até a fronteira com a China, no outono do mesmo ano. No final de 1935, as forças da região tinham autonomia para combater por seis meses sem reforços da Europa e, no final de 1937, a ferrovia do Amur também recebeu sua segunda faixa até Khabarovsk. Em 1938, foram enviados mais 105 800 homens para reforçar as unidades do Extremo Oriente soviético e 120 fortificações foram concluídas. Em 1939, o número de tanques dobrou em comparação a 1934 e o número de veículos blindados havia aumentado oito vezes.  No entanto, o terror dos expurgos, que se espalhou no final dos anos trinta pela Sibéria, havia debilitado essas defesas e fortalecido a posição japonesa, cada vez mais ameaçadora.

## Batalha do Lago Khasan
A Batalha do Lago Khasan, também conhecida como o Incidente de Changkufeng (chinês e japonês: 張鼓峰事件) originou-se com a tentativa das tropas japonesas de ocupar uma área mal delimitada na Convenção de Pequim (1860) entre o Império Russo e a Dinastia Qing. A recusa soviética às reivindicações japonesas fizeram com que no dia 29 do mesmo mês, os japoneses efetuassem um primeiro ataque que foi repelido, mas em 31 de julho as tropas do Exército Vermelho tiveram que iniciar uma retirada. A 19ª. Divisão do Exército Imperial Japonês, entre as várias que estavam destacadas na fronteira com a União Soviética, atacou e submeteu duas divisões de infantaria soviética. Um dos comandantes das forças japonesas realizou um assalto noturno sobre as posições soviéticas situadas em uma colina, com um método especial de assalto em posições fortificadas.
Sob o comando do Comandante em Chefe da Frente do Extremo Oriente, o Marechal Vasily Blücher, no teatro de operações foram implantadas forças adicionais que travaram uma batalha entre 2 e 9 de agosto, expulsando os japoneses do território disputado. A 10 de agosto de 1938, o adido militar japonês em Moscou, pediu o fim das hostilidades para 11 de agosto. Apesar da vitória soviética, suas perdas foram consideráveis e colocaram em dúvida a competência de Blücher durante a batalha. Em 22 de outubro, a polícia soviética o prendeu sob a acusação de espionagem para os japoneses. Uma vez na prisão, ele foi torturado e morreu em circunstâncias não explicadas.
As perdas soviéticas totalizaram 792 mortos ou desaparecidos e 3 279 feridos ou doentes, de acordo com seus registros e os japoneses afirmaram ter destruído ou imobilizado 96 tanques inimigos e 30 canhões. As vítimas japonesas, conforme revelado pelas estatísticas secretas do Estado-Maior do Exército, foram 1 439 vítimas (526 mortos ou desaparecidos, 913 feridos); os soviéticos reivindicaram perdas japonesas de 3 100, com 600 mortos e 2 500 feridos.

## Batalha de Khalkhin Gol

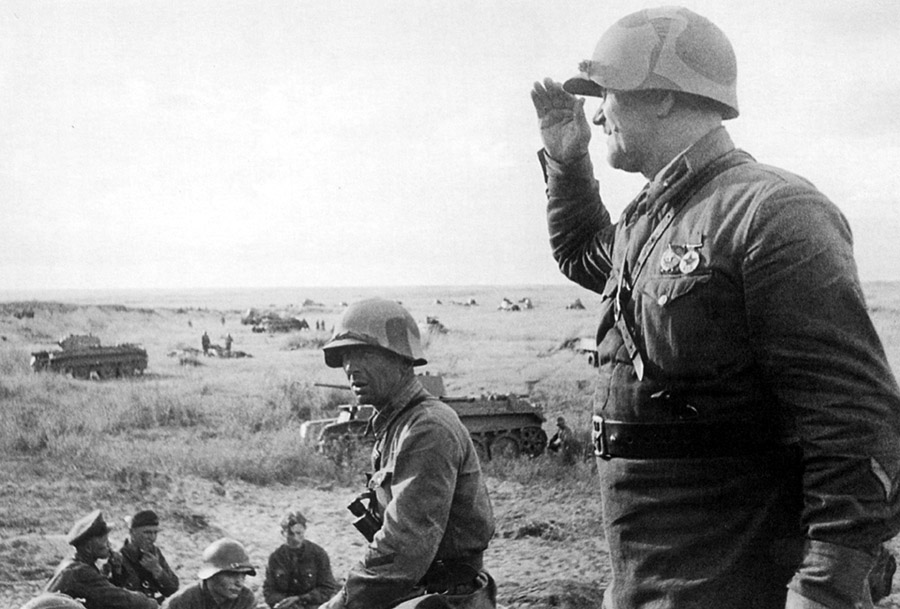
Tropas soviéticas antes da ofensiva em Khalkhin Gol.

Um novo incidente começou em 11 de maio de 1939, quando unidades da cavalaria da Mongólia, constituídas por 70 ou 90 homens, entraram em território disputado com seus cavalos em busca de forragem. Se encontraram no interior do território com as forças de cavalaria do Manchukuo que os expulsaram da área. Dois dias mais tarde, as tropas mongóis novamente entraram e não puderam ser expulsas, iniciando uma escalada militar. O governo de Tóquio, que desde o início havia desejado que os confrontos em Nomonhan não se transformassem em uma guerra contra a União Soviética como havia acontecido com a China pelo Incidente da Ponte de Marco Polo, tentou controlar as ações do Exército de Kwantung. O próprio imperador deu instruções para que se evitasse a extensão dos combates e o embaixador em Moscou recebeu instruções em 17 de julho para buscar a oportunidade de iniciar negociações para um armistício e a delimitação da fronteira o mais rápido possível. O Exército de Kwantung, no entanto, se opôs ao início das negociações sem antes atingir uma posição militar vantajosa, conseguindo atrasá-las.
Em meados de agosto, o comandante soviético Gueorgui Júkov, teve conhecimento do plano japonês de atacar as suas posições em 24 de agosto e decidiu adiantar-se à ofensiva japonesa. No dia 20, atravessou o rio Jalja precedido por um intenso bombardeio de artilharia e aviação, a fim de enfrentar a elite das forças japonesas, com três divisões de infantaria, artilharia pesada, uma brigada de tanques e os melhores aviões da Força Aérea Soviética (VVS). Duas divisões japonesas completas foram cercadas, enquanto outras se dispersaram. Em 27 de agosto, os japoneses tentaram romper o cerco, mas não conseguiram. Quando recusaram a rendição, Júkov ordenou que arrasassem as tropas com artilharia e força aérea. Isto significou a total destruição das forças japonesas. Em 23 de agosto, havia sido assinado o Pacto Molotov-Ribbentrop, considerado uma traição pelos japoneses, o que deixou os soviéticos livres para concentrar as suas tropas na frente siberiana.
Registros japoneses relatam 8 440 mortos, 8 766 feridos, 162 aeronaves perdidas em combate e 42 tanques perdidos (dos quais 29 foram reparados e redistribuídos posteriormente). Aproximadamente 3 000 soldados manchus e japoneses foram feitos prisioneiros durante as batalhas. Devido a uma doutrina militar que proibia a rendição, os japoneses listaram a maioria desses homens como mortos em combate, para o benefício de suas famílias. Algumas fontes estimam as baixas japonesas em 45 000 ou mais mortos, com baixas soviéticas de pelo menos 17 000. No entanto, essas estimativas de baixas japonesas são consideradas imprecisas, pois excedem a força total das forças japonesas envolvidas na batalha (estimada em 28 000–40 000 soldados, apesar das alegações soviéticas de que enfrentariam 75 000). Os soviéticos inicialmente reivindicaram 9 284 baixas no total. Nos últimos anos, com a abertura dos arquivos soviéticos, uma avaliação mais precisa das baixas soviéticas emergiu do trabalho de Grigoriy Krivosheev, citando 7 974 mortos e 15 251 feridos. Na edição mais recente de 2001, as perdas soviéticas são dadas como 9 703 mortos e desaparecidos (6 472 mortos e mortos por ferimentos durante a evacuação, 1 152 mortos por ferimentos em hospitais, 8 morridos por doença, 2.028 desaparecidos, 43 mortos não combatentes), 15 251 feridos e outros 701 a 2 225 doentes, totalizando entre 25 655 e 27 179 vítimas. Além das perdas de pessoal, os soviéticos perderam uma grande quantidade de material, incluindo 253 tanques, 250 aeronaves (incluindo 208 em combate), 96 peças de artilharia e 133 carros blindados. As baixas mongóis foram de 556 a 990, com pelo menos 11 carros blindados destruídos e 1 921 cavalos / camelos perdidos.

## Consequências

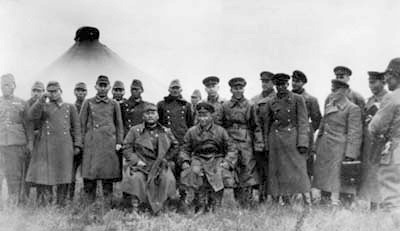
Oficiais soviéticos e japoneses após o armistício que pôs fim aos combates em Jaljin Gol.

Como resultado da derrota japonesa em Khalkhin Gol, o Japão e a União Soviética assinaram em 13 de abril de 1941, um pacto de neutralidade, semelhante ao pacto germano-soviético de não-agressão. Na parte central do mesmo, se estabelecia a neutralidade das partes em caso de guerra entre elas com outro país, por um período de cinco anos. No mesmo tratado, se estabelecia a integridade territorial da Mongólia e de Manchukuo, comprometendo cada país a respeitar ambas. O Exército de Kwantung recebeu um duro golpe ao seu prestígio e o Japão abandonou a ideia de enfrentar sozinho a União Soviética sem o apoio alemão.
Após o início da Segunda Guerra Mundial em 1941, o Japão consideraria como uma ruptura do pacto quando o Terceiro Reich alemão invadiu a União Soviética (Operação Barbarossa); porém tomou a decisão crucial de cancelar todos os planos contra a União Soviética e se concentrar em avançar no sudeste asiático. Alguns autores argumentam que essa decisão foi fortemente influenciada pelo resultado da Batalha de Khalkhin Gol. Essa derrota fez com que o Japão não unisse forças com a Alemanha contra a União Soviética, embora o Japão e a Alemanha fizessem parte do Pacto Tripartite. Em 5 de abril de 1945, a União Soviética denunciou unilateralmente o pacto de neutralidade, observando que não iria renovar o tratado quando este expirasse em 13 de abril de 1946. Quatro meses depois, a União Soviética declarou guerra ao Japão, surpreendendo completamente os japoneses. A invasão soviética da Manchúria foi lançada uma hora após a declaração de guerra, e com base no que havia sido acordado na Conferência de Potsdam entre as Forças Aliadas.